# Goregna di Bucuie
Goregna di Bucuie (in sloveno Gorenje) è un centro abitato della Slovenia, frazione del comune di Postumia.